# Joaquim Alvaro Pereira Leite
Joaquim Alvaro Pereira Leite, né le 8 décembre 1967 à Palmeiras de Goiás, est un homme politique brésilien.
Le 23 juin 2021, il est nommé ministre de l'Environnement du Brésil dans le gouvernement du président Jair Bolsonaro. Cela s'est produit le jour même où le Diário Oficial da União a annoncé le limogeage par Bolsonaro de Ricardo Salles ,, à la suite de l’ouverture d’une enquête judiciaire contre son ministre pour exportation illégale de bois amazonien.
Joaquim Alvaro Pereira Leite était jusqu'alors responsable du Secrétariat de l'Amazonie et des services environnementaux au Ministère de l'Environnement.

## Territoire indigène Jaragua
La famille de Joaquim est impliquée dans un procès contre le peuple indigène et contre la protection du Territoire Indigène Jaraguá dans la ville de São Paulo. Des documents indiquent qu'il y a eu une présence permanente dans ce lieu des Guaranis depuis les années 1940.